# Артилери (езеро)
Езерото Артилери (на английски: Artillery Lake) е 16-о по големина езеро в Северозападни територии на Канада. Площта му, заедно с островите в него е 551 км2, която му отрежда 80-о място сред езерата на Канада. Площта само на водното огледало без островите е 535 km². Надморската височина на водата е 364 m.
Езерото се намира в североизточната част на Северозападните територии на Канада, на 30 km североизточно от залива Маклауд на Голямото Робско езеро и южно от езерото Клинтън-Колдън. Дължината му от югозапад на североизток е 75 km, а максималната му ширина – 9 km.
Артилери, в сравнение с множеството езера на Канада има сравнително слабо разчленена брегова линия. Площта на островите в него е 16 km².
Водосборният му басейн обхваща площ от около 20 000 км2, като през езерото от североизток, от езерото Клинтън-Колдън се влива река Локхарт, която след като премине през езерото изтича от югозападния му ъгъл и след около 30 км се влива в залива Маклауд на Голямото Робско езеро.
Езерото Артилери е открито в края на август 1833 г. от английския военен моряк и пътешественик Джордж Бак.